# Кошаркашка репрезентација Источне Немачке
Кошаркашка репрезентација Источне Немачке представљала је Источну Немачку на међународним кошаркашким такмичењима од 1952. до 1973, када је владајућа Јединствена социјалистичка партија Немачке, због лоших резултата кошаркашке репрезентације, одлучила да се Источна Немачка повуче из ФИБА и да фокусира своју подршку према оним спортовима где постоји највећа шанса да се освајају медаље.

## Учешћа на међународним такмичењима

### Олимпијске игре
Није учествовала

### Светска првенства
Није учествовала

### Европска првенства
| Година         | Турнир                | Пласман               | ИГ                    | П                     | И                     | ДК                    | ПК                    | Разл.                 |
| -------------- | --------------------- | --------------------- | --------------------- | --------------------- | --------------------- | --------------------- | --------------------- | --------------------- |
| 1953. до 1957. | Није се квалификовала | Није се квалификовала | Није се квалификовала | Није се квалификовала | Није се квалификовала | Није се квалификовала | Није се квалификовала | Није се квалификовала |
| 1959.          | Први круг             | 14. место             | 8                     | 1                     | 7                     | 428                   | 587                   | -159                  |
| 1961.          | Други круг            | 12. место             | 8                     | 2                     | 6                     | 518                   | 577                   | -59                   |
| 1963.          | Први круг             | 6. место              | 9                     | 5                     | 4                     | 611                   | 599                   | +12                   |
| 1965.          | Први круг             | 10. место             | 9                     | 3                     | 6                     | 524                   | 596                   | -72                   |
| 1967.          | Први круг             | 14. место             | 9                     | 2                     | 7                     | 575                   | 613                   | -38                   |
| 1969. до 1973. | Није се квалификовала | Није се квалификовала | Није се квалификовала | Није се квалификовала | Није се квалификовала | Није се квалификовала | Није се квалификовала | Није се квалификовала |
| Укупно         | 5/11                  |                       | 43                    | 13                    | 30                    | 2656                  | 2972                  | -316                  |